# Riley Tanner
Riley Tanner (Grand Rapids, 15 oktober 1999) is een Panamees voetbalspeelster die als middenvelder actief is bij WSL Washington Spirit in de NWSL en als aanvaller bij de nationale ploeg van Panama.

## Biografie
Riley Tanner werd in 1999 geboren in Grand Rapids (Michigan) maar heeft een Panamees paspoort omdat haar moeder afkomstig is uit Panama-Stad en op vierjarige leeftijd emigreerde naar de Verenigde Staten. Tanner woont en voetbalt in de Verenigde Staten en bezocht Panama nog maar enkele malen. Tanner begon op jonge leeftijd met voetballen met de ambitie om professioneel te spelen in de NWSL of in het buitenland. Ze voetbalde op collegeniveau aan de Universiteit van South Carolina en voetbalde daarna in het team van de Universiteit van Alabama, waar ze in 2022 een Master of Public Health behaalde. Na het beëindigen van haar studies werd ze tijdens de jaarlijkse draft in januari 2023 gekozen  door Washington Spirit, het team dat in 2021 de NWSL-titel won en werd ze de eerste Panamese speelster met een professionele carrière in de NWSL.

## Internationale carrière
Tanner maakte deel uit van de selectie van 23 speelsters die door Nacha Quintana op 26 januari 2023 bekendgemaakt werd voor de intercontinentale play-offs in februari in Nieuw-Zeeland voor het Wereldkampioenschap voetbal vrouwen 2023. De eerste play-off-wedstrijd tegen Papoea-Nieuw-Guinea op 19 februari werd gewonnen met 2-0 met in de 12e minuut een doelpunt van Marta Cox en in de 63e minuut een doelpunt van Tanner die na de rust inviel in haar eerste wedstrijd voor het nationale team.
1: Fábrega ·
2: Jaén ·
3: Natis ·
4: Castillo ·
5: Pinzón ·
6: Salazar ·
7: E.Cedeño ·
8: González ·
9: Riley ·
10: Cox ·
11: Mills · 12: Bailey · 13: Tanner · 14: Montenegro · 15: Vargas · 16: Espinosa · 17: Batista · 18: Hernández · 19: L.Cedeño · 20: Quintero · 21: De Obaldía · 22: Córdoba · 23: Baltrip-Reyes · Coach: Quintana